# Кама (река)
Кама (рус. Ка́ма; татарски: Çulman) је река у Русији. 
Извире у Удмуртији и тече према истоку, до Пермског краја, па кроз Татарстан да би се улила у Волгу. 
Налази се западно од Урала и често је коришћена као трговачка саобраћајница. 
Кама је највећа притока Волге по количини воде коју у њу уноси. Шта више она је по том критеријум и већа од Волге на ушћу. Наиме на ушћу проток Волге је око 3100 m³/s, а Каме 4.100 m³/s. Што је и познато од 1875. Највероватније због великог значаја Волге у Руској традицији ова чињеница је занемарена те се Кама са своји 1805 km дужине сматра само притоком.
Близу ушћа, Кама је широка преко 30 km. Површина њеног слива је око 507.000 km² односно шест пута је већи од површине Србије. У њу се улива 73.718 река. Додуше око 94% њих су речице краће од десет километара
Кама је значајни трговински пут иако је од новембра до априла њен горњи ток често смрзава. Река је спојена са другим пловним путевима каналима од којих међу познатије спада и Севернокатарински канал. 
Канал назван по царици Катарини, нажалост није познат по својој величини или значају, већ по томе што је жртва железнице. Наиме само пар година по завршетку канала, саграђена је пруга на истом правцу и саобраћај на каналу је замро.
Кама је преграђена на три места као би се формирали велики резервоари и саградиле хидроцентрале. Због чињенице да преко 60% воде у Каму доспе током пролећа када се отопи снег бране и резервоари су нужни да би се избегле катастрофалне поплаве.
На њеним обалама се налази Перм, град од око милион становника.
Једна од њених притока је Муљанка.